# Sagaing
Sagaing est une ville de Birmanie, fondée en 1315 après la chute de Pagan (Bagan), ancienne capitale de la région de Sagaing. Elle est située sur la rive occidentale de l'Irrawaddy, au pied des collines, à 20 km au sud-ouest de Mandalay.
Sa population est estimée à 300 000 habitants.
Sagaing est un centre religieux et monastique et possède de nombreux monastères bouddhiques. Elle fut la capitale du royaume de Sagaing (birman-shan) de 1315 à 1364. Elle fut ensuite brièvement celle du Troisième Empire birman sous le roi Naungdawgyi, de 1760 à 1764. Elle est actuellement la deuxième des capitales royales birmanes. La ville est souvent comparée à Bagan[Par qui ?], car toutes deux sont des lieux de pèlerinage très prisés.
Le 8 août 1988, lors du premier soulèvement démocratique birman, environ 300 manifestants y furent massacrés par la police.

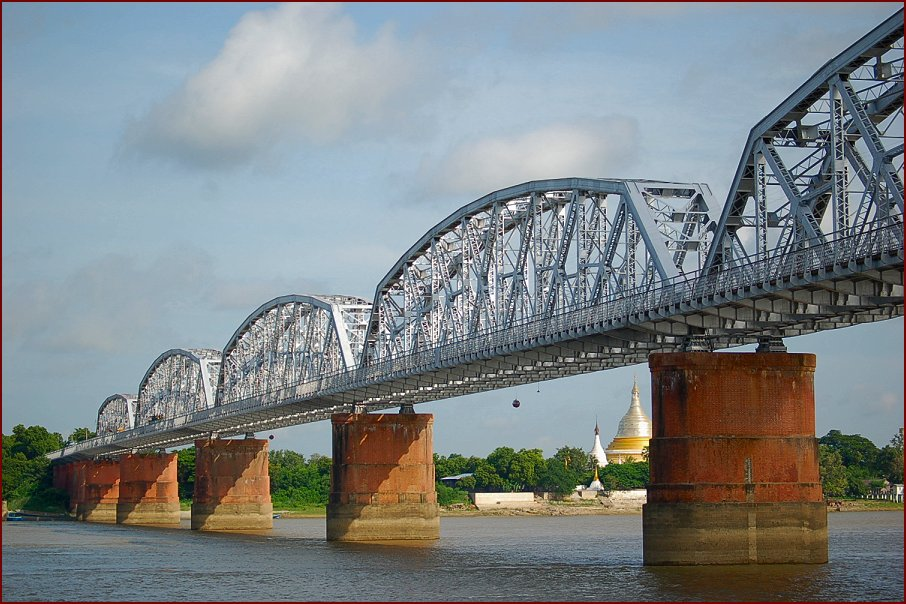
Le pont d'Ava sur l'Irrawaddy.

Un pont de 16 travées construit par les Britanniques en 1934, le pont d'Ava, permet de relier Sagaing à Mandalay. Il a été récemment doublé. Il a été détruit lors du tremblement de terre du 28 mars 2025.
Les touristes peuvent se rendre à Sagaing pour une excursion d'une journée depuis Mandalay. Une des attractions de la ville est la cloche de Mingun, pesant quelque 90 tonnes, qui serait[réf. nécessaire] la plus grosse du monde encore capable de sonner.